# Heidehummel

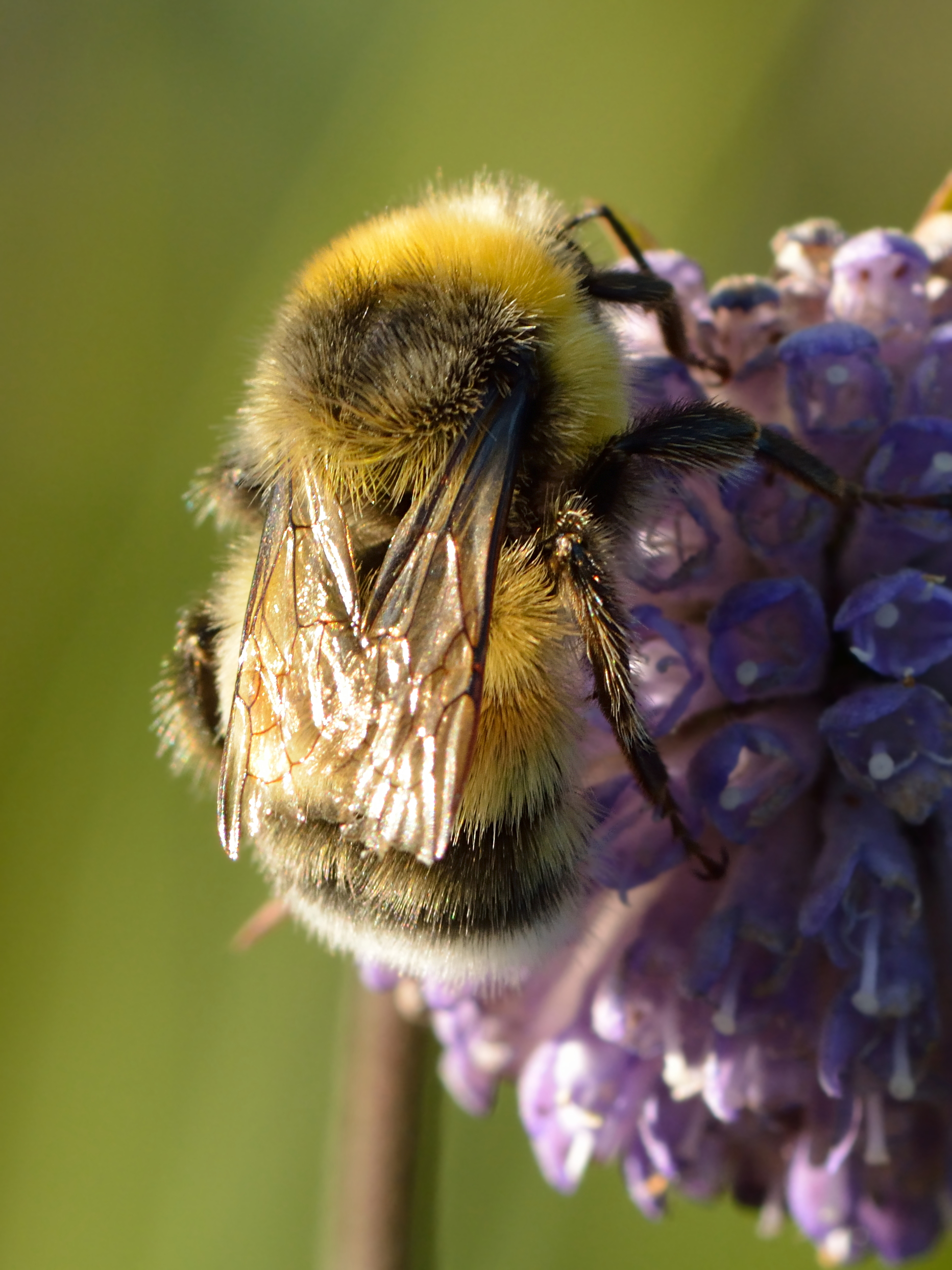
Männliche Heidehummel

Die Heidehummel (Bombus jonellus) ist eine Art der Hummeln (Bombus).

## Merkmale
Die Heidehummelköniginnen haben eine Körperlänge von 15 bis 18 mm, die Arbeiterinnen von 9 bis 14 mm und die Drohnen von 11 bis 14 mm. Ihre Färbung ist ähnlich der der Gartenhummel (Bombus hortorum). Die Grundfärbung ist schwarz, mit drei gelben Streifen über Kragen, Schildchen des Rumpfs und den ersten Tergit des freien Hinterleibs. Das Abdomenende (Tergite vier und fünf des freien Hinterleibs) ist weiß. Sie besitzt einen kurzen Rüssel. Von den ähnlich gefärbten Arten kann sie so unterschieden werden: Die Behaarung ist relativ hell gelb, nicht orange. Das schwarze Band auf dem Rücken des Thorax zwischen den Flügelbasen (Interalarband) ist breit, doppelt so breit wie die vordere gelbe Binde. Der Metatarsus (das verlängerte, erste Fußglied) der mittleren Beine ist an der Spitze innen abgerundet (bei allen ähnlich gefärbten Arten Mitteleuropas spitz zulaufend). Außerdem ist der Kopf bei Betrachtung von vorn kurz, nicht wie bei der Gartenhummel verlängert.

## Lebensraum und Lebensweise
Sie lebt in offenen Landschaften, meist in Mooren, Sand- und Bergheiden, im Gebirge, aber auch in Gehölzbeständen. Ein Volk umfasst etwa 50–120 Tiere. Sie gehört zu den Pollenstorern. Aktive Flugsaison ist von Ende März bis Mitte September. In langen und warmen Sommern kann eine zweite Generation hervorgebracht werden, auch in Skandinavien. Heidehummeln erzeugen im Flug einen hohen Summton.
In großen Teilen ihres Verbreitungsgebiets, aber nicht überall, gilt sie auf Blüten von Heidekrautgewächsen (Ericaceae) wie zum Beispiel die Besenheide (Calluna vulgaris) spezialisiert.
Bombus jonellus ist Wirtsart der Kuckuckshummel Bombus (Psithyrus) flavidus.

## Verbreitung
Die Art ist paläarktisch verbreitet, vom Westen Europas bis zur russischen Pazifikküste, unter Einschluss Kamtschatkas und der Kurilen. In Europa lebt sie von Skandinavien nördlich des Polarkreises, Island und Großbritannien südwärts, die Südgrenze der Verbreitung reicht vom kantabrischen Gebirge Nordspaniens über die Alpen einschließlich des nördlichen Apennin und des Nordbalkan und die Waldzone der Ukraine bis Sibirien. Daneben gibt es eine recht isolierte Angabe für die Türkei.
In den nördlichen Teilen ihres Verbreitungsgebiets, einschließlich der russischen Tundra, Skandinavien und Großbritannien, gilt sie als häufige Art. Sie wird nach Süden hin seltener und ist in den südlichsten Teilen ihrer Verbreitung auf die hohen Gebirge beschränkt. In Deutschland gilt sie als gefährdet, lokal, zum Beispiel in Westfalen sogar als vom Aussterben bedroht.

## Phylogenie, Taxonomie und Systematik
Die Art wurde von Kirby als Apis jonella erstbeschrieben. Sie wird der Untergattung Pyrobombus zugeordnet. Synonyme sind Bombus scrimshiranus (Kirby, 1802), Bombus alboanalis Franklin, 1913. 
Nächstverwandte Arten sind die boreal-arktische Bombus cingulatus und die nordamerikanische Bombus frigidus, mit der sie näher verwandt ist als mit den anderen europäischen Pyrobombus-Arten.
Für die Art werden, neben der Nominatform, folgende Unterarten angegeben:
- Bombus jonellus subborealis Richards, 1933. Skandinavien
- Bombus jonellus vogti Richards, 1933
- Bombus jonellus monapiae Kruseman, 1953
- Bombus jonellus vogtianus Rasmont, 1983
- Bombus jonellus martes Gerstaecker, 1869. Alpen
- Bombus jonellus yarrowianus (Rasmont, 1986)

Diese werden aber von vielen Taxonomen nicht anerkannt.

## Belege
- Eberhard von Hagen: Hummeln: bestimmen, ansiedeln, vermehren, schützen, S. 212
- Heidehummel bei wildbienen.de